# Les Loups dans la bergerie
Pour plus de détails, voir Fiche technique et Distribution.
Les Loups dans la bergerie est un film français réalisé par Hervé Bromberger et sorti en 1960.

## Synopsis
Pierrot et ses acolytes Alain et Charlot, dangereux voyous en cavale, aboutissent dans un coin isolé des Alpilles et s'imposent dans le foyer de réinsertion dirigé par Roger et Irène, responsables d'une trentaine d'ados inadaptés. Les trois malfrats seront finalement victimes de leurs exactions, car Roger maîtrisera la situation, recueillant par la même occasion le respect de ses ados, témoins que « Autorité » ne rime pas avec « Violence ».    

## Fiche technique
- Titre original : Les Loups dans la bergerie
- Réalisation : Hervé Bromberger
- Scénario : Hervé Bromberger d'après le roman de Jean Amila, Les Loups dans la bergerie (Série noire, 1959)
- Dialogues : Frédéric Grendel
- Musique : Serge Gainsbourg, Alain Goraguer (BO éditée sur super 45 tours Philips 432.447, 1960)
- Photographie : Jacques Mercanton
- Son : Jean Bertrand
- Montage : Denise Natot
- Pays de production :  France
- Tournage : 
  - Langue : français
  - Extérieurs : [Alpilles )  et (Vitrolles-en-Luberon)
- Producteur : Gilbert de Goldschmidt
- Sociétés de production : Florilège, Francitel, Général Productions, Madeleine Films, Princex Films
- Société de distribution : Discifilm
- Format : noir et blanc — 35 mm — monophonique
- Genre : drame
- Durée : 85 minutes
- Date de sortie : France : 5 février 1960

## Distribution
- Jean-Marc Bory : Roger
- Pascale Roberts : Irène
- Jean-François Poron : Alain
- Pierre Mondy : Charlot
- Jean Babilée : Pierre Jasmin alias « Pierrot »
- Françoise Dorléac : Madeleine
- Jacques Moulières : Francis
- Jacques Bonnard : Rouquin
- Guy Deshays : Micou
- Gérard Esope : La Rose
- Michel Van Hoecke : Guillaume
- Sophie Daumier

## Autour du film
- Deux prestations inattendues dans ce film : une des rares incursions au cinéma du danseur-chorégraphe Jean Babilée, dans le rôle de chef de gang, et celle de Jean-François Poron, en dangereux névrosé à la mitraillette, alors qu'il effectuera l'essentiel de sa carrière en tenant des rôles d'aristocrates, de princes ou de rois.
- Sortie du film en DVD (éditions LCJ) le 28 mars 2018. Bonus interview de Serge Gainsbourg et Françoise Dorléac.